# 在名テレビジョン放送局
在名テレビジョン放送局（ざいめいテレビジョンほうそうきょく）とは、愛知県名古屋市に本社を置くテレビ放送を行う放送局のことを指す。このほか、中京圏・東海3県（愛知県・岐阜県・三重県）に本社を置く他の地上波放送局を含む場合もある。
公式な定義ではないものの、広義における拡大解釈では準キー局とも呼ばれる。

## 在名4局or在名広域局
以下の4局は中京広域圏（東海3県）を放送エリアとしている。
| 局名             | 略称 | 系列                                 | 旧アナログ親局 | デジタルID | コールサイン |
| ---------------- | ---- | ------------------------------------ | -------------- | ---------- | ------------ |
| 東海テレビ放送   | THK  | フジテレビジョン（CX・FNN-FNS）系列  | 1ch            | 同左       | JOFX-DTV     |
| 中京テレビ放送   | CTV  | 日本テレビ放送網（NTV・NNN-NNS）系列 | 35ch           | 4          | JOCH-DTV     |
| CBCテレビ        | CBC  | TBSテレビ（TBS・JNN）系列            | 5ch            | 同左       | JOGX-DTV     |
| 名古屋テレビ放送 | NBN  | テレビ朝日（EX・ANN）系列            | 11ch           | 6          | JOLX-DTV     |

CBCテレビは、2014年4月に免許を含めたテレビ放送事業の全てを中部日本放送から分割継承した。2013年3月までは在名4局で唯一のラジオ・テレビ兼営局だったが、2013年4月に免許を含めたラジオ放送事業の全ては株式会社CBCラジオ（コールサインJOAR）へ継承されたことで、CBCテレビのコールサインがJOAR-DTVからJOGX-DTVへ変更されている。
東海テレビは東海ラジオ（コールサインJOSF、NRN系列所属）のかつての子会社であり、現在でも社屋などを共有している。
また、名古屋テレビ（以降、通称たるメ～テレと略記）と中京テレビは1960年代後半から1970年代前半にかけて変則的な複合テレビネットワークを組んでいた。メ〜テレが日本テレビとNETテレビ（現在のテレビ朝日）のクロスネット体制を敷き、番組編成に際しては両系列ともメ〜テレが優先的にネットしたため、結果として両系列の不人気番組が中京テレビに集中していた。
地上デジタル放送のリモコンキーIDは、東海テレビとCBCはアナログ放送のチャンネルと同じ数字を使う（東海テレビは「1」・CBCは「5」）。この影響でメ〜テレは朝日放送テレビと同じ「6」になった。また、東海テレビが「1」を使ったためNHK名古屋の総合テレビもそのアナログ放送のチャンネルと同じ「3」になり、岐阜・津の総合テレビも名古屋に合わせて「3」になった。UHF波から開始した中京テレビのみ東京キー局（NTV）と同じ「4」を使っている。結果的にNHKと在名4局でリモコンキーの上半分が固まることになった。

## 在名5局or在名放送局
| 局名                                                                 | 系列                                                 | 旧アナログ親局 | デジタルID  | コールサイン |
| -------------------------------------------------------------------- | ---------------------------------------------------- | -------------- | ----------- | ------------ |
| 東海テレビ放送 中京テレビ放送 CBCテレビ 名古屋テレビ放送 （在名4局） | （前述）                                             | （前述）       | （前述）    | （前述）     |
| NHK名古屋放送局                                                      | 総合テレビ ※愛知県域                                 | 3ch            | 同左        | JOCK-DTV     |
| NHK名古屋放送局                                                      | 教育テレビ（Eテレ） ※全国放送のうち東海3県が放送区域 | 9ch            | 2 ※全国共通 | JOCB-DTV     |
| テレビ愛知                                                           | テレビ東京（TX・TXN）系列                            | 25ch           | 10          | JOCI-DTV     |

テレビ愛知開局以前は、中京テレビがテレビ東京とネットワーク関係を結んでいた（中京テレビがテレビ東京の母体である日本経済新聞社と資本関係にあったため）。
TBSテレビなどJNN系列のリモコンキーIDは「6」・テレビ東京などTXN系列のリモコンキーIDは「7」・フジテレビなどFNS系列のリモコンキーIDは「8」であるが、CBCテレビのみ「5」・テレビ愛知のみ「10」・東海テレビのみ「1」を使う（ちなみに後述の通り、3局とも中日新聞系である）。
また、在名局ではないが、他県域のリモコンキーIDと重複にならないよう三重テレビ放送が「7」、岐阜放送テレビ（ぎふチャン）が「8」となっているため、テレビ愛知の「10」を加えると、結果的にNHKと在名広域圏民放局のIDが上半分の「1」 - 「6」、東海3県の県域民放局のIDが下半分の「7」以降というようにそれぞれ集約した。

## 在名放送局の特徴
- 主要局4社が本社を構えている名古屋市はお膝元である中日新聞の購読率が非常に高く、同社出資の放送局も少なくない（後述）。この為、中日新聞系列か非中日新聞系列のどちらかに分かれ前者は東海テレビ・CBCが、後者は中京テレビ・メ〜テレがこれに属する。
- これは中日ドラゴンズの放送権にも大きく関わっており（中日ドラゴンズの親会社が中日新聞社であるため）、非中日系の2局には放送権を与えられていない。その為、ホームゲームを放送する事ができるのはNHK及びテレビ愛知を含む中日系の放送局と、ビジターの地元の独立UHF局（サンテレビ、対阪神戦のみ。過去には地方開催の対大洋戦で、中日新聞が資本参加しているテレビ神奈川が制作した事例もあった）だけである。ただ中京テレビ・メ〜テレはABC・ytvが放送する阪神タイガースの試合が対ドラゴンズ戦の時に差し替えて放送することがある他、中京テレビは広島テレビ制作の広島東洋カープ主催の対ドラゴンズ戦を放送する場合があり制作協力として参加している。
  - かつてナゴヤ球場・ナゴヤドームでパシフィック・リーグの公式戦が行われた際には中日資本でない局でも中継できたため、中京テレビやメ〜テレが自社制作、または在阪局主管の共同制作で中継したことがあった。また、CBCや東海テレビも在阪局（前者はMBS・後者はカンテレ）制作の在阪球団主催ゲーム中継の技術協力を行ったことがあるが、CBCや東海テレビでの放送の有無は随時異なっていた。
- また、CBCの場合は『そこが知りたい 特捜!板東リサーチ』等の様に地元の情報には長けている反面、他の中部地区の放送局との連携には希薄な面がある。これは東海3県だけで完結できる他、中部地方が地域毎に異なる点があり、加えてTBS系の場合は東海3県以外の放送局が中日新聞と競合・対立関係にある新聞社（静岡放送=静岡新聞・信越放送=信濃毎日新聞・北陸放送=北國新聞等）が大株主となっている場合が多い等他の地域とは連携しにくいといった面が関係している。いずれも推測の域からは抜け出ていない。
- その一方で周辺の系列局に中日新聞が大株主となっている局が多い東海テレビや、非中日系の中京テレビやメ〜テレは、東海3県以外の系列局との共同制作番組を単発で制作する場合がある。
- 他には、各局とも局オリジナルのマスコットキャラクターに力を入れているのも一つの特徴と言える（中京テレビのチュウキョ〜くん、メ〜テレのウルフィ、等）。
- 理由は不明だが、中京圏で活躍しているタレントを中心に複数局でレギュラーorゲスト出演するというのが稀である。
- 南海トラフ地震に備えた新たな共同の試みとして、愛知県または三重県沿岸に大津波警報が発令された場合、東海テレビ、CBCテレビ、メ～テレ、中京テレビの4局がそれぞれ所有するヘリコプターで担当地域を分けて共同運用する訓練（年1回）が行われている。分担するエリアは、三重南部、三重北部、名古屋・知多、三河の4つ[3]。
- Locipo（ロキポ）を東海テレビ、中京テレビ、CBCテレビ、テレビ愛知の4局で共同運用。（2023年からはメ～テレも参加。）
- ゴールデン・プライムタイムでは全国ネット向けの番組を長らく持っていなかったが、2021年からは中京テレビ、2022年からはCBCテレビがそれぞれ火曜19時台を担当している。

## アナウンサー同士の関係
在名放送局は年に1 - 2回の割合で各局アナウンサーが一堂に会し、親睦会を開く。
これは在京局・在阪局では見られない大きな特徴で、三大広域圏の中では横の関係が最も強い事を意味している（親睦会を催しているのは、在名放送局ぐらいだという情報もある）。
現に地上デジタル推進大使を務める各局のアナウンサーが他局のイベントに参加する事もしばしばあり、全ての在名局が同一の番組を放送したこともある。なお仕事や当人の用事などといった欠席理由がない限り新人アナウンサーも必ず参加する事になっており、その場で一芸を披露するのが恒例となっている。

## 新聞社との関係
CBCは中日新聞社が設立した放送局であり、「中部日本放送」の社名は当時の中日の社名「中部日本新聞社」に由来している。
一方、東海テレビの母体は岐阜県域放送のラジオ東海（旧・岐阜放送（略称：GHK）。現在のGBS岐阜放送（ぎふチャン）とは無関係）と三重県域放送の近畿東海放送（旧・ラジオ三重）である。ラジオ東海は当初から中日が岐阜タイムス社（現・岐阜新聞社）と共に出資し、近畿東海放送は伊勢新聞社と朝日新聞社が出資していたが、同社の経営危機と共に中日が出資することになった。両社は提携して東海テレビを立ち上げ、東海テレビ開局後にラジオ2社が合併して東海ラジオとなり、名古屋に移転して広域局になった。この結果、中日出資の民放がテレビ・ラジオとも2波ずつになり、中日の独占状態が成立したのである。
これに対し朝日新聞社、毎日新聞社、読売新聞社のいわゆる全国紙（三大紙）はトヨタ自動車販売（現・トヨタ自動車）と共に名古屋テレビ（メ〜テレ）を合弁で設立。その後、中京財界がCBCと東海テレビの支援の下、中京テレビを立ち上げて開局。ただし、CBC・東海テレビが関係する中日新聞社は出資を見送り、代わりに日本経済新聞社が出資したが、1982年にテレビ愛知が日経と中日の合弁で設立されると、中京テレビの日経資本はキー局の日本テレビに肩代わりされた。これらの経緯から、メ〜テレだけが中日新聞社ならびにその関係会社とは無縁の状態となっている。

## 在名放送局が制作する全国ネット番組

### NHK名古屋放送局制作
現在はなし。

### 東海テレビ制作
- 土ドラ（土曜日）

### 中京テレビ制作
- オードリーさん、ぜひ会ってほしい人がいるんです。（月曜日）
- ヒューマングルメンタリー オモウマい店（火曜日）
- 人間研究所 〜かわいいホモサピ大集合!!〜（水曜日）
- 中京テレビ制作水曜深夜ドラマ枠（木曜日〈水曜深夜〉）

### CBCテレビ制作
- キユーピー3分クッキング（平日・土曜日、系列13局ネット）
- ゴゴスマ（平日、一部の県では非ネット）
- 健康カプセル!ゲンキの時間（日曜日）
- アガルアニメ（日曜日）

### メ〜テレ（名古屋テレビ）制作
- グッド!モーニング（テレビ朝日・朝日放送テレビと共同制作）（日曜日）
- ANiMAZiNG!!!（日曜〈土曜深夜〉） - 一部作品では朝日放送グループホールディングス子会社のABCアニメーションと共同で製作委員会に参加。

### テレビ愛知制作
- 土曜朝8時台前半枠のアニメ（土曜日）
- 乃木坂工事中（日曜日）